# 虹漕南路
虹漕南路是中華人民共和國上海市徐匯區一條南北走向道路，北至漕寶路，南至滬閔路，全長2000米，寬24米。道路修建於1986年。虹漕南路沿途有上海市委黨校和上海師範大學。